# Nyan Cat

«Nyan Cat»

«Nyan Cat» — видеоролик, загруженный на видеохостинг YouTube в апреле 2011 года и ставший популярным визуально-музыкальным интернет-мемом. Ролик содержит мотивы из японской поп-музыки и движущийся рисунок кошки с телом из печенья «Поп-тартс», летящей по космосу и оставляющей за собой шлейф из радуги. Видео заняло пятое место по количеству просмотров в 2011 году.

## Происхождение

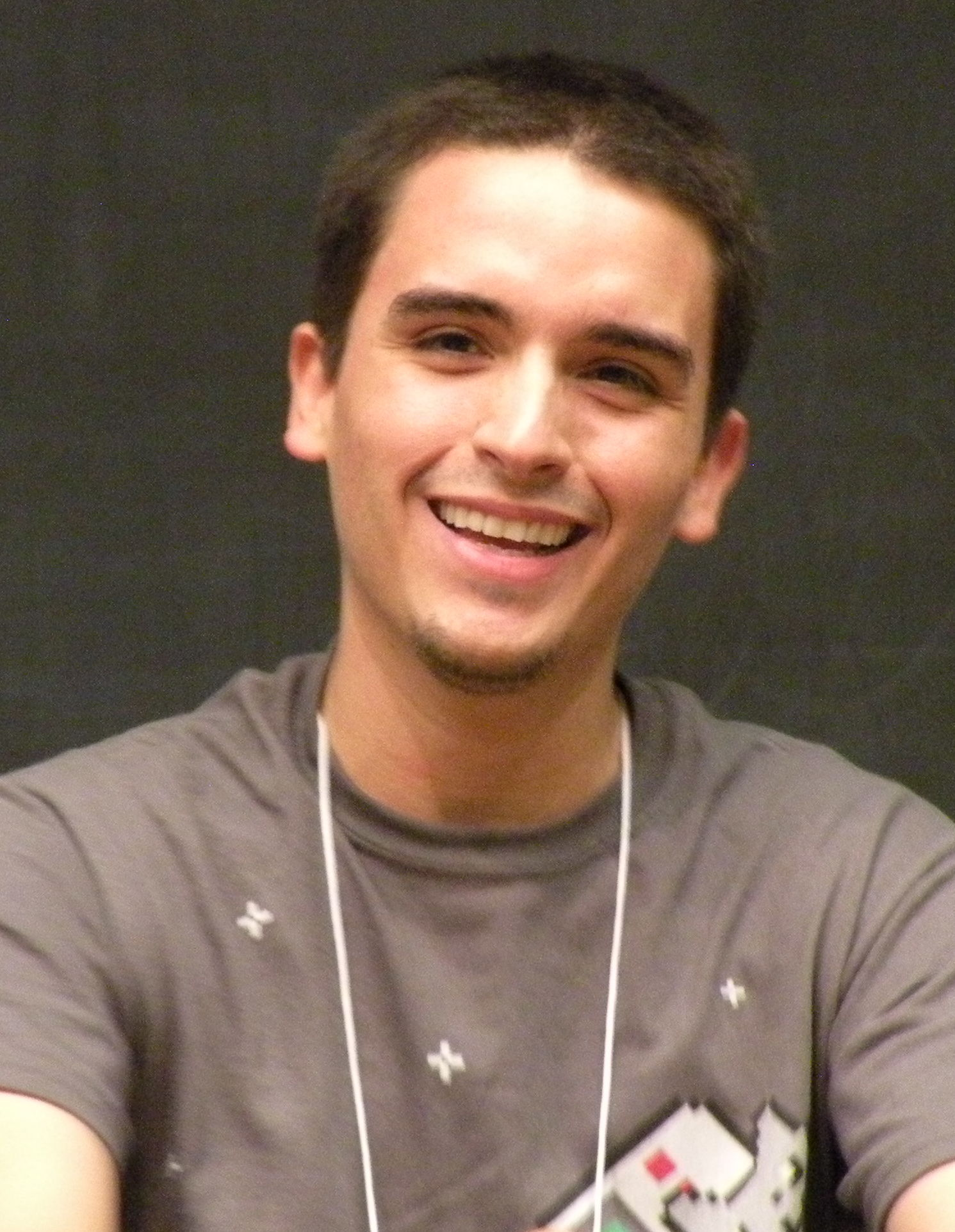
Кристофер Торрес

Создателем интернет-мема стал 25-летний Кристофер Торрес из Далласа, штат Техас. Прототипом послужил кот создателя анимации — Марти, русский голубой кот, который скончался от инфекционного перитонита 1 ноября 2012 года.
В конце 2000-х годов Кристофер начал рисовать комиксы про приключения животного. Специально для их публикации он создал свой личный сайт «LOL-Comics». В 2011 году в разных уголках мира происходило множество катастроф. Популярные в то время личности делали пожертвования для организации «Красный Крест», и Торрес тоже решил присоединиться.
В один момент художник запустил прямую трансляцию, благодаря которой хотел спросить у своих друзей, что ему нарисовать. Однако на неё никто так и не пришёл. В итоге Торрес просто начал придумывать случайные слова: «кот», «радуга» и «выпечка на завтрак». Через время первый вариант рисунка был готов: на тот момент, это был просто кот, у которого вместо туловища было печенье «Поп-тартс» и он не был пиксельным. В этот день автор получил 100 долларов чаевых. Остальная часть рисунка приснилась Торресу во сне: анимированный пикселизированный вариант его рисунка летает в космосе. Тогда он проснулся в полночь и за шесть часов нарисовал новую версию. 2 апреля 2011 года анимированный GIF-рисунок кошки был размещён Кристофером на «LOL-Comics» и был положительно воспринят пользователями.
Оригинальная песня «Nyanyanyanyanyanyanya!», исполненная вокалоидом, была загружена пользователем Daniwell-P на японский видеохостинг Nico Nico Douga. Японское «ня» (ニャー) соответствует кошачьему звукоподражанию «мяу». На момент волны популярности «Nyan Cat», она уже имела большую популярность в Интернете.
Пользовательница YouTube saraj00n объединила рисунок с версией песни «Nyanyanyanyanyanyanya!» в исполнении утаулоида Момоне Момо и под названием «Nyan Cat» загрузила его на видеохостинг 5 апреля 2011 года, через три дня после того, как Торрес выложил свою анимацию в интернет. Первоначально, картина имела название «Кот Поп-тартс» (англ. Pop Tart Cat), но Интернет принял решение назвать его «Nyan Cat». По признанию Торреса, ему нравятся оба варианта. Когда он показал свою анимацию Марти, то не получил никакого ответа: коту было просто всё равно.

## Популярность

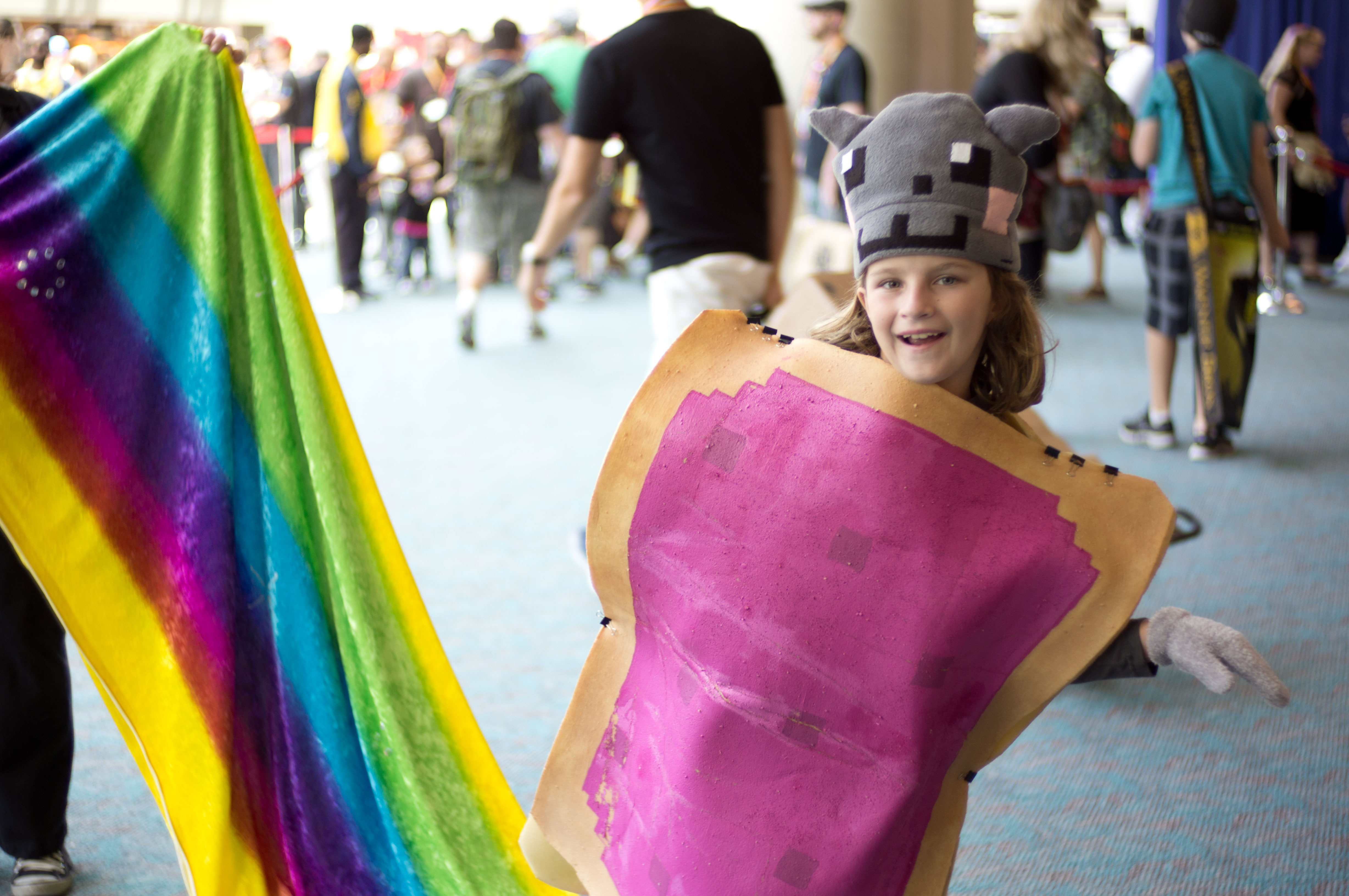
Косплей Nyan Cat на San Diego Comic-Con 2012

Видео быстро распространилось по самым популярным платформам в Сети — Tumblr, Facebook, Twitter, и др., а также на юмористических сайтах, таких как Buzzfeed, Tosh.0 и CollegeHumor. Вскоре после этого Nyan Cat появился в рекламе Sprint, музыку из GIF-рисунка совмещали с клипом песни группы Slipknot «Psychosocial», пользователи Интернета начали создавать множество онлайн-игр по теме мема. Он также побудил многих к созданию множества других интернет-мемов. Кошка перевоплощалась в собак, единорогов, бананов, Lego, веджимайт, Бэтмена, Супер Марио, Гомера Симпсона, Леди Гагу, Гая Фокса, Гитлера и других. Видеоролик «Nyan Cat» занял девятое место в первой десятке вирусных видео по версии Business Insider, набрав в ноябре 2012 года 88 млн просмотров.
Эта популярность спровоцировала создание большого количества ремиксов и кавер-версий, в том числе и длительностью в несколько часов (самая длинная — 100 часов). Создавались также рингтоны, обои для компьютера, стилистические расширения и приложения для различных операционных систем, в том числе для Windows 7, iPhone и Android. Весной 2011 года для мобильных устройств компании Apple была выпущена игра в жанре платформер — Nyan Cat: Lost In Space, портированная для Android в 2012 и для Nintendo Switch в 2019. В декабре 2011 года для Xbox Live Indie Games, а в марте 2012 года и для iOS была выпущена игра Nyan Cat Adventure. На YouTube при просмотре оригинального ролика ползунок, отмечающий текущую позицию, заменялся изображением Nyan Cat, оставляющим за собой радужный след. В 2012 году «Nyan Cat» был награждён Webby Award в номинации «Интернет-мем года».
В феврале 2021 года знаменитый GIF-рисунок выставили на аукцион как NFT и продали за 590 (по другим данным — 600) тысяч долларов (около 43 миллионов рублей). Позднее были также проданы и другие версии Nyan Cat — Nyan blunt, Hazy Nyan Cat и Nyan Dogg. На данный момент на сайте находится вся «классическая коллекция» «Nyan Cat».
Специалист по коммуникационным исследованиям Ян Рейли называет юмор «Nyan Cat» тривиальным в том смысле, что видео вызывает смех и не несёт в себе никакого другого смысла или послания. Само комическое воздействие на разных людей может производить изображение, звук или их комбинация в зависимости от личных качеств зрителей и контекста, и в этом отношении этот интернет-мем не отличался бы от многих других — однако именно видеоролик «Nyan Cat» приобрёл широкую популярность и простимулировал творческое взаимодействие участников интернет-сообщества, породив устойчивый поток вариаций, пародий и адаптаций и закрепившись в качестве части интернет-культуры.
В мультфильме 2021 года «Митчеллы против машин» есть множество отсылок на интернет 2010-х годов. Так, в одном из моментов, где персонаж Кэйт показывает свой фильм родителям, в качестве музыки используется песня из мема «Nyan Cat».

## Скандалы
В мае 2013 года Кристофер Торрес и Чарльз Шмидт, создатели Nyan Cat и Keyboard Cat, подали в суд на 5th Cell и Warner Bros. за нарушение авторских прав на товарный знак в связи с появлением котов без разрешения в серии видеоигр Scribblenauts. Торрес и Шмидт зарегистрировали авторские права на своих персонажей. Торрес опубликовал заявление, в котором говорилось, что он пытался получить компенсацию от 5th Cell и Warner Bros. за коммерческое использование персонажа, но неоднократно подвергался «неуважению и пренебрежению». Иск был урегулирован в сентябре 2013 года, когда Кристофер и Чарльз получили деньги за использование персонажей.
28 июня 2016 года, впервые за 4 года, канадская панк-рок-группа «Sum 41» выпустила клип на свою песню «Fake My Own Death», в котором показываются многие элементы интернет-культуры: чаще всего появлялось изображение «Nyan Cat». Кристофер и его менеджер Бен Лэшес (который является также представителем Блейка Бостона, Grumpy Cat, Doge (который тоже использовался в музыкальном видео без разрешения) и др. безрезультатно попытались связаться с группой, режиссёром Марком Класфельдом и сотрудниками. Лэшес был возмущён использованием в видео собственности его клиентов, а Кристофер сказал, что «это отстой, когда он видит, что его искусство приносит другим людям много денег».